# ۳۰ مهر
۳۰ مهر دویست و شانزدهمین روز سال در گاه‌شماری خورشیدی است. به پایان سال ۱۴۹ روز (۱۵۰ روز در سال کبیسه) باقی‌است.

## رویدادها
- گاهنبار یا جشن چهارم از جشن‌های شش‌گانه سال نزد ایرانیان باستان، با نام اوستایی «ایا ثریمه»، به معنای آغاز سرما
- ۹۶۴ - اعزام شدن حمزه میرزای صفوی، با لشکریان محلی اصفهان، فارس، یزد و کرمان، به سمت مرزهای شمالی، برای جنگ با عثمانی
- ۱۳۰۴ - گسترش مخالف و تظاهرات ضد سلطنت قاجار، با حمایت رضا خان (سردار سپه) و فرماندهان نظامی او، در شهرهای ایران
- ۱۳۰۵ - آغاز استفاده از تلفن در عمارت جدید تلفنخانه تهران
- ۱۳۱۳ - تغییر نام خیابان علاالدوله تهران به خیابان فردوسی، برای تجلیل از خدمات حکیم ابوالقاسم فردوسی، شاعر حماسه‌سرا
- ۱۳۳۱ - اعلام قطع روابط سیاسی ایران و انگلستان توسط سیدحسین فاطمی، وزیر امور خارجه دولت وقت ایران
- ۱۳۳۲ - تمدید حکومت نظامی به مدت ۳ ماه دیگر در استان‌های خوزستان، گیلان، اصفهان و فارس
- ۱۳۳۴ - تصویب لایحه الحاق ایران به پیمان دفاعی بغداد (شامل کشورهای انگلستان، ترکیه، عراق و پاکستان) توسط مجلس شورای ملی، به تبعیت از مجلس سنا
- ۱۳۴۲ - لغو حکومت نظامی در تهران، چهار ماه و نیم پس از قیام پانزده خرداد، در زمان نخست‌وزیری اسدالله علم
- ۱۳۶۴ - آغاز عملیات عاشورا ۴، در غرب دریاچه ام‌النعاج در هورالهویزه
- ۱۳۷۴ - آغاز فعالیت شبکه پیام سیمای جمهوری اسلامی ایران
- ۱۴۰۰ - انتشار گزارش قتل با اسم رمز «ناموس» توسط الهه محمدی
- ۱۴۰۲ - اعلام رسمی 
حکم جلسه دادگاه بدوی الهه محمدی و نیلوفر حامدی به ریاست ابوالقاسم صلواتی

## زادروزها
- ۱۳۳۱ - آتش خیر، بازیگر
- ۱۳۵۷ - علی قربان‌زاده، بازیگر

## درگذشتگان
- ۱۲۰۸ - ملااحمد نراقی، مجتهد، نویسنده و شاعر
- ۱۳۸۰ - ساموئل خاچیکیان، کارگردان، تدوینگر، نویسنده، آهنگساز فیلم و تهیه‌کننده
- ۱۳۸۴ - فریدون گله، کارگردان، فیلمنامه‌نویس
- ۱۳۸۵ - واختانگ‌نرسی گرگیا، بازیگر
- ۱۳۹۹ - حمید بهرامی احمدی، نماینده حوزه انتخابیه رفسنجان و انار در دوره هفتم مجلس شورای اسلامی
- ۱۴۰۱ - آرنیکا قائم مقامی، یکی از کشته‌شدگان اعتراضات سراسری ۱۴۰۱ ایران

## مناسبت ها
- Aya-threm: (اَیاسرِم) - سی‌ام مهرماه، دویست‌وده‌مین روز سال که در آن «گیاه» آفریده شد. ترجمه ی این گهنبار ، هنگام خوشبختی و شادمانی است.